# درک بل (بازیکن فوتبال، زاده ۱۹۵۶)
درک بل (انگلیسی: Derek Bell؛ زادهٔ ۳۰ اکتبر ۱۹۵۶) بازیکن فوتبال اهل بریتانیا است.
از باشگاه‌هایی که در آن بازی کرده‌است می‌توان به باشگاه فوتبال شفیلد ونزدی، باشگاه فوتبال بارنزلی، باشگاه فوتبال اسکانتورپ یونایتد، باشگاه فوتبال لینکولن سیتی، و باشگاه فوتبال چسترفیلد اشاره کرد.